# Benny Mario Travas
Benny Mario Travas (ur. 21 listopada 1966 w Karaczi) – pakistański duchowny katolicki, biskup Multan w latach 2015–2021, arcybiskup metropolita Karaczi od 2021.

## Życiorys
7 grudnia 1990 otrzymał święcenia kapłańskie i został inkardynowany do archidiecezji Karaczi. Po święceniach i krótkim stażu duszpasterskim odbył w Rzymie studia licencjackie z prawa kanonicznego. Po powrocie do diecezji pełnił funkcje m.in. rektora niższego seminarium, wykładowcy instytutu w Karaczi oraz wikariusza generalnego diecezji. W latach 2014–2015 zarządzał diecezją Multan jako jej administrator.
29 maja 2015 papież Franciszek mianował go biskupem ordynariuszem diecezji Multan. Sakry udzielił mu 15 sierpnia 2015 nuncjusz apostolski w Pakistanie - arcybiskup Ghaleb Bader.
11 lutego 2021 papież Franciszek przeniósł go na urząd arcybiskupa metropolity Karaczi. Ingres do katedry w Karaczi odbył 11 kwietnia 2021.